# Andrew Johnson
Andrew Johnson, ameriški politik, * 29. december 1808, Raleigh, Severna Karolina, † 31. julij 1875, Elizabethton, Tennessee.
Bil je 17. Predsednik Združenih držav Amerike. (1865 - 1869)